# 比利亚布拉希马
比利亚布拉希马（西班牙語：Villabrágima）是西班牙卡斯蒂利亚-莱昂巴利亚多利德省的一个市镇。总面积67平方公里，总人口1201人（2001年），人口密度18人/平方公里。